# Fallen Angel (chanson de TIX)
Pour les articles homonymes, voir Fallen Angel.
Chansons représentant la Norvège au Concours Eurovision de la chanson
Attention
(2020) Give That Wolf a Banana
(2022)
Clip vidéo
[vidéo] « Fallen Angel », sur YouTube
Fallen Angel est une chanson interprétée par TIX.
Elle est sélectionnée pour représenter la Norvège au Concours Eurovision de la chanson 2021, à l'issue de l'émission Melodi Grand Prix 2021, diffusée le 20 février 2021.